# Società Numismatica Italiana
Die Società Numismatica Italiana ist ein gemeinnütziger numismatischer Verein in Mailand, Italien.

## Aktivitäten
Die „Italienische Numismatische Gesellschaft“ verbreitet Kenntnisse über Numismatik, unter anderem durch ihre Fachzeitschrift Rivista Italiana di Numismatica und durch die Publikation der Collana di Numismatica. Die Gesellschaft initiiert und koordiniert numismatische Tagungen und Ausstellungen. Sie hat ein Münzkabinett und eine Fachbibliothek.

## Geschichte
Die Redaktion der 1888 gegründeten Rivista Italiana di Numismatica regte die Gründung der Società Numismatica Italiana an, die 1892 erfolgte. Unter den Gründungsmitgliedern befand sich der spätere König von Italien, Viktor Emanuel III., ein anerkannter Numismatiker, der auch Mitglied der Royal Numismatic Society wurde. Viktor Emanuel III. stellte der Gesellschaft in Mailand einen Teil der Einnahmen aus seinem mehrbändigen Werk Corpus Nummorum Italicorum zur Verfügung. Er war Ehrenvorsitzender der Gesellschaft.